# Adamsville (Novo Brunswick)
Adamsville é uma comunidade localizada na província canadense de Novo Brunswick.